# Ernst Specker

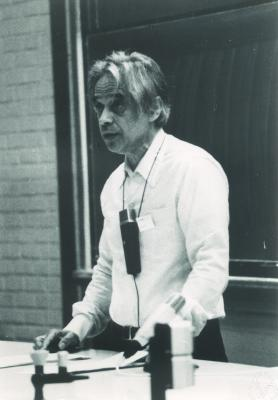
Ernst Specker (1982)

Ernst Paul Specker (* 11. Februar 1920 in Zürich; † 10. Dezember 2011 ebenda) war ein Schweizer Mathematiker.

## Leben
Specker, 1920 geboren, wuchs in Zürich und Davos auf, wo er sich wegen Tuberkulose (die zu einer bleibenden Behinderung führte) in seiner Jugend einer Sanatoriums-Behandlung unterzog und wo seine Grossmutter lebte. Er studierte ab 1940 Mathematik an der ETH Zürich unter anderem bei Michel Plancherel, Ferdinand Gonseth, Heinz Hopf, W. Saxer, Paul Bernays und Beno Eckmann und Paul Finsler an der Universität Zürich. Er legte bei Hopf sein Diplom mit einem Thema aus der Topologie ab und war ab 1945 Assistent an der ETH. 1948 promovierte er dort, ebenfalls über Topologie. 1949/50 war er am Institute for Advanced Study in Princeton, wo er unter anderem bei Carl Ludwig Siegel und Alonzo Church hörte und Kurt Gödel traf. 1951 wurde er nach seiner Habilitation Privatdozent an der ETH und 1955 Professor. Er lehrte von 1955 bis 1987 an der ETH.
Specker beschäftigte sich insbesondere mit mathematischer Logik und axiomatischer Mengenlehre. 1967 veröffentlichte er mit Simon Bernard Kochen ein wichtiges Theorem der Quantenmechanik, das so genannte Kochen-Specker-Theorem, das die Unmöglichkeit eines nicht kontextuellen Modells mit verborgenen Variablen der Quantenmechanik beweist.
Er war seit 1956 verheiratet und hatte drei Kinder.
Specker veröffentlichte auch einen Band mit Kurzpredigten, gehalten 1993 bis 1995 in der Predigerkirche Zürich («Wie ein Dieb in der Nacht»).

## Veröffentlichungen
- Die erste Cohomologiegruppe von Überlagerungen und Homotopieeigenschaften dreidimensionaler Mannigfaltigkeiten. Art. Inst. Orell Füssli, Zürich 1949 (Dissertation).
- The axiom of choice in Quine's New Foundations for mathematical logic. In: PNAS. Vol. 39, No. 9, 15. September 1953, S. 972–997.
- Nicht konstruktiv beweisbare Sätze der Analysis. In: Journal of Symbolic Logic. Band 14, 1949, S. 145–158.
- Selecta. Birkhäuser, Basel/Berlin 1990.
- Die Entwicklung der axiomatischen Mengenlehre. Jahresbericht DMV (Deutsche Mathematiker-Vereinigung), Band 81, 1978, S. 13–21.
- Der Winkel. Teamart, Zürich 2006.
- Wie ein Dieb in der Nacht. TVZ, Zürich 2008.